# Robert Williams (géomètre)
Pour les articles homonymes, voir Robert Williams et Williams.
Robert Edward Williams est un mathématicien, designer et architecte américain né en 1942. Il est connu pour ses livres sur la géométrie des structures naturelles, la découverte d'un nouveau polyèdre capable de paver l'espace, le développement des principes théoriques de la géométrie caténatique et l'invention du Ars-Vivant Wild-life Protector System pour repeupler le désert des Mojaves occidental en Californie avec des tortues du désert.

## Biographie
Robert Williams est né à Cincinnati, de Robert Finley Williams et Edna Rita Brotherton. Son père est le plus âgé des membres du groupe the Williams Brothers (en), un quartette qui s'est produit à la radio et à la télévision, depuis la fin des années 1930

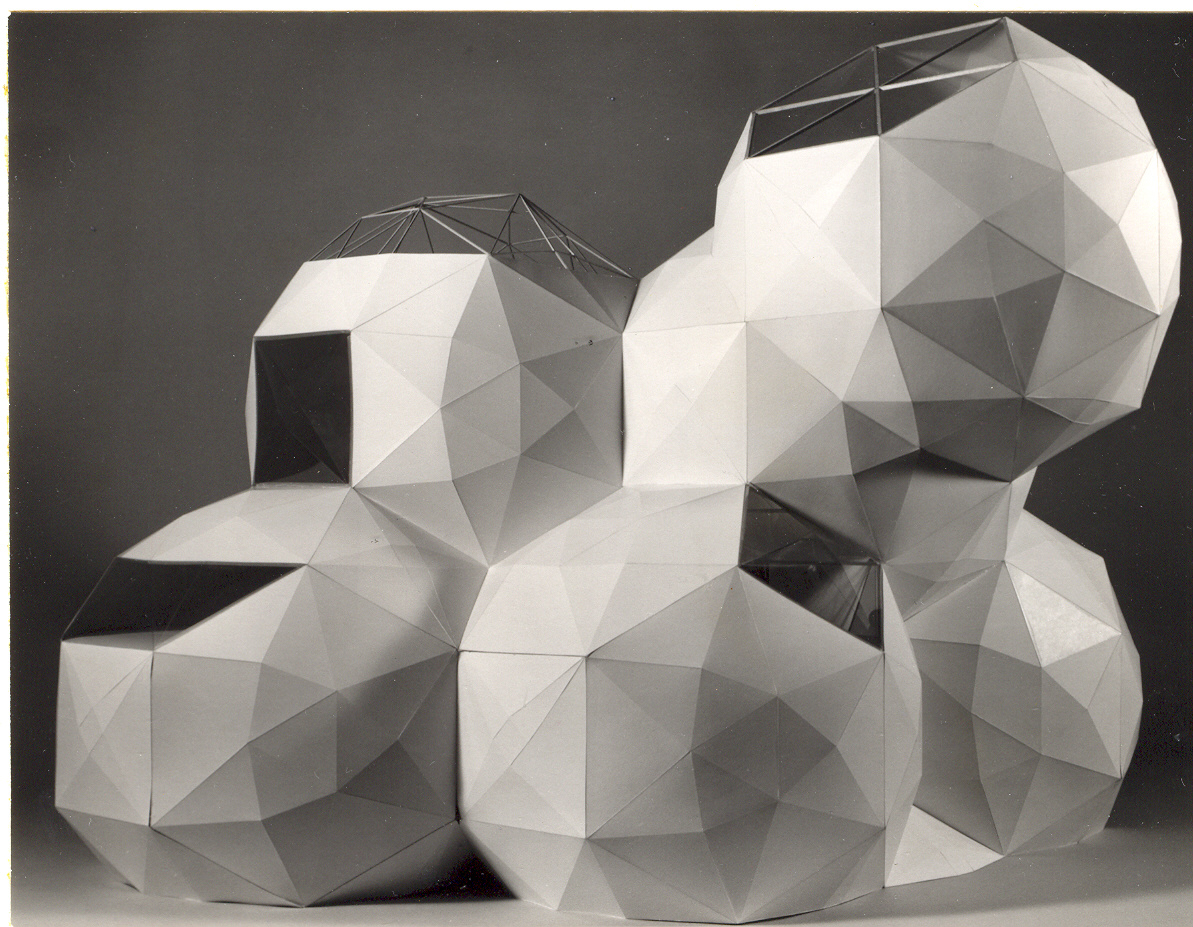
Un exemple de structure triangulée en grappe, basée sur les principes des petits circuits de la géométrie caténatique.

Le travail de Williams est à l'origine inspiré par les principes de design dans les structures naturelles mises en lumière par Richard Buckminster Fuller. Il a découvert les travaux de Fuller grâce au designer Peter Pearce en 1963. Il achève ses études universitaires sur le design des structures à la Southern Illinois University (en) en 1967, où Fuller était Professeur d'Université.
Durant son séjour à la SIU, il invente un système de structures en dôme en forme de grappes, en utilisant les principes de la géométrie caténatique avec de petits circuits plutôt que des grands cercles ou des géodésiques, alors que Fuller avait dessiné des structures à dômes géodésiques. À partir de ses recherches sur les systèmes cellulaires naturellement clos (cellules biologiques, les surfaces en bulle de savon et des cristallites de certains métaux), il découvre également un nouveau polyèdre capable de paver l'espace (R3), le β-tétrakaidécaèdre, dont les faces approchent de près la distribution actuelle des exemplaires de faces trouvés dans des échantillons expérimentaux de la géométrie cellulaire dans des systèmes naturels.
Williams rencontre l'astronome Albert George Wilson à la RAND Corporation en 1966. Wilson l'invite à conduire des recherches aux McDonnell Douglas Advanced Research Laboratories (DARL) d'Huntington Beach, en Californie. Après l'obtention de ses diplômes, il rejoint le Dr Wilson en septembre 1967 et poursuit ses recherches sur les principes généraux des structures dans les systèmes naturels. Il est consultant en géométrie et structure auprès de l'ingénieur de la NASA, Charles A. Willits, sur les travaux pionniers concernant le développement de systèmes de structure de grande taille pour des stations spatiales.
La première des quatre éditions de sa recherche sur la géométrie des structures est publiée par le DARL en 1969, sous le titre :Handbook of Structure. Son article dans la revue Science affirme que sa découverte du β-tétrakaidécaèdre est l'alternative la plus raisonnable à l'α-tétrakaidécaèdre de Lord Kelvin.

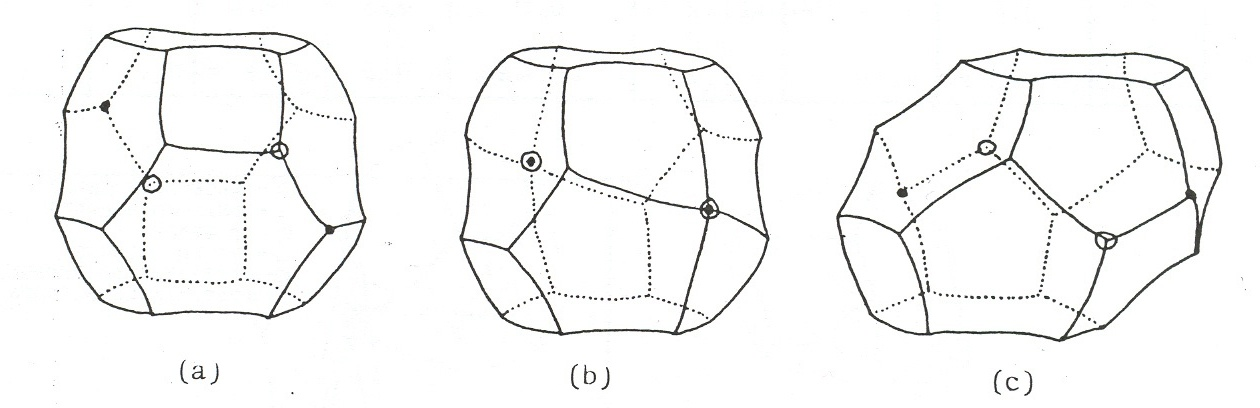
Transformation topologique à partir de l'α-tétrakaidécaèdre de Lord Kelvin (a) vers le β-tétrakaidécaèdre de Williams (c), qui possède 8 faces pentagonales, 4 faces hexagonales et 2 faces carrées.

En tant qu'organisateur et présentateur de la première conférence internationale sur les structures du pouvoir (First International Conference on Hierarchical Structures) sponsorisée par DARL en 1968, Williams est un des premiers défenseurs de l'étude des structures du pouvoir comme un sujet légitime de recherche scientifique.
Au printemps 1970, Williams devient conférencier invité en Design à la Southern Illinois University. Un an plus tard, il retourne en Californie où il débute la société de design Mandala Design Associates[citation nécessaire]. En 1972, Eudaemon Press publie Natural Structure : Toward a Form Language, une édition augmentée du livre originel Handbook of Structure.
En 1979, Dover Publications publie la troisième édition intitulée The Geometrical Foundation of Natural Structure, dans sa collection d'explications scientifiques classiques. Ces travaux sont cités dans de nombreux ouvrages de géométrie, science et design,.
De nombreuses références à ces travaux sont visibles dans les articles de géométrie de Wikipédia et MathWorld.
Lors du quarantième anniversaire de la publication initiale par le DARL, Eudaemon Press publie une édition commémorative : The Geometry of Natural Structure: A Language of Form Source Book for Scientists and Designers. En complément, Eudaemon Press publie également le travail récent de Williams : The Kiss Catenatic: The Introduction of Catenatic Geometry and its Environs.

## Design environnemental

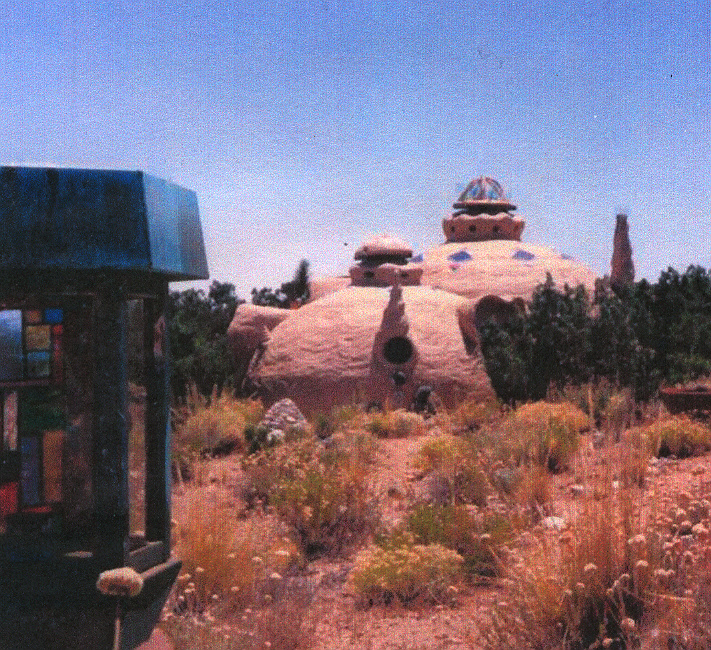
Architecture expérimentale en ferro-ciment basée sur les principes des petits circuits de la géométrie caténatique : Désert des Mojaves, Californie.

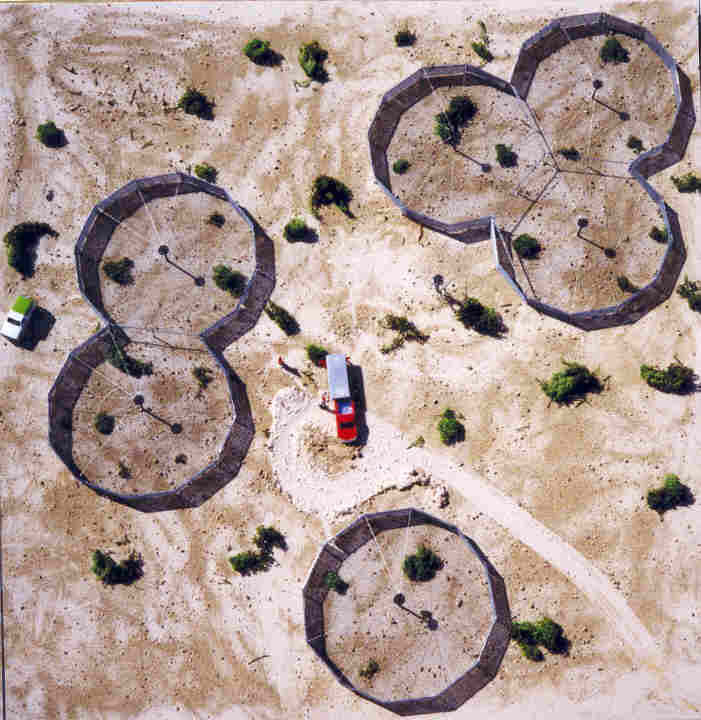
Configurations des structures spatiales des pouponnières Ars-Vivant pour les tortues du désert ;Base Edwards de l'Air Force, Californie. 2004

Williams utilise la géométrie des structures naturelles, les principes de la géométrie caténatique et l'analyse symbolique comme composants fondamentaux de travail architectural, environnemental et cosmologique,. En 1967, il devient membre fondateur de l' Experiments in Art and Technology (E.A.T.) fondé par les ingénieurs Billy Klüver et Fred Waldhauer et les artistes Robert Rauschenberg et Robert Whitman.
En complément de son travail théorique, Williams a déposé un brevet en 2003 pour un système d'abri composée d'enceintes modulaires en grappe. Il dessine et construit 18 000 ft² (1 700 m2) de ces enceintes modulaires, déplaçables, extensibles ou rétractables pour élever les tortues du désert (Gopherus agassizii), une espèce en danger, au Fort Irwin et à la Edwards Air Force Base en Californie,,,.
De tous les travaux en design et architecture de Williams, il considère sa collaboration avec les biologistes David Morafka et Kenneth Nagy, afin de repeupler le désert des Mojaves occidental en Californie avec des tortues du désert, comme son travail en design environnemental le plus gratifiant.

## Géométrie caténatique et géométrie sacrée
Aussi bien dans ses livres que par ses conférences, Williams popularise de façon passionnée les géométries des structures naturelles et la manière dont elles peuvent être utilisées en design environnemental. Son travail actuel se focalise sur deux concepts initialement introduits dans Natural Structure: Toward a Form Language.

### Géométrie caténatique
Suivant le chemin des mathématiciens László Fejes Tóth et C. A. Rogers, Williams formalise les concepts soutenant la géométrie caténatique. Dans The Kiss Catenatic, il étend le concept de petits cercles couvrant une sphère en incluant des circuits en platine interconnectés qui modèlent des unités liées à plusieurs niveaux dans une matrice 3D. Il présente des exemples de l'utilisation de la géométrie caténatique dans des discussions sur la matière noire et l'énergie sombre, le décalage vers le rouge, les interactions élémentaires, les unités spatiales élémentaires (discrete units of space) et l'expansion de l'Univers.

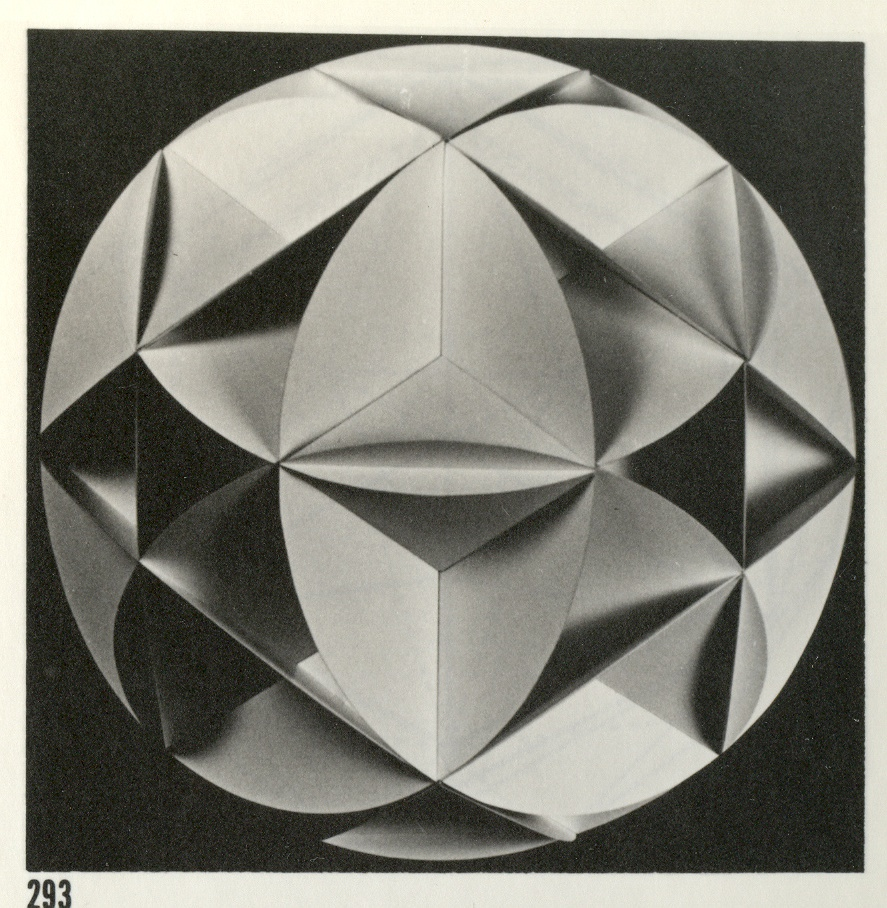
Photo des frontières de petits circuits s'entrecroisant et formant la base conceptuelle de la géométrie caténatique.

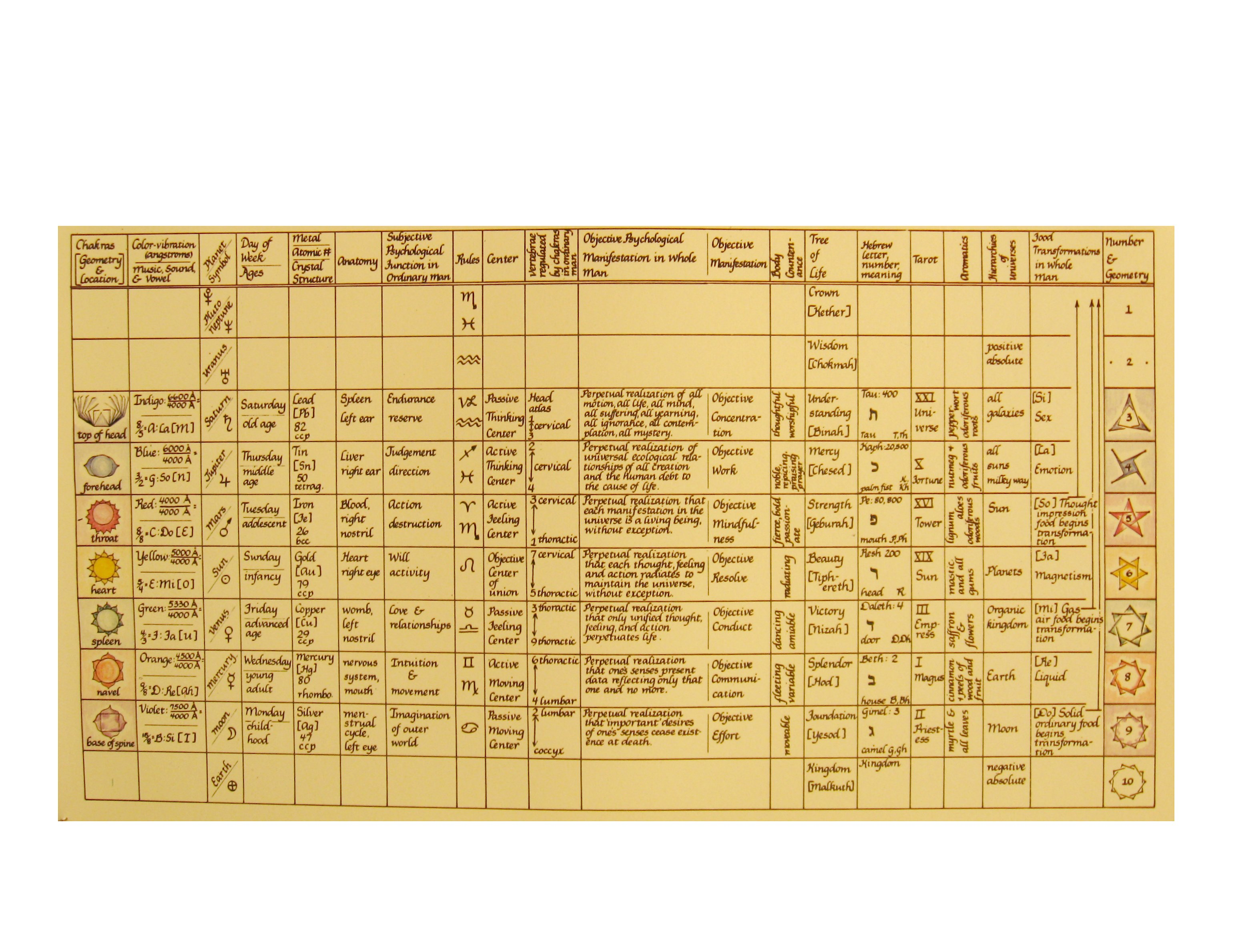
Une des six tables cosmologiques: la Loi de Sept

### Géométrie sacrée
Depuis le début de ses recherches en géométrie, Williams considère la géométrie des polyèdres comme la base d'un langage formel comprenant trois niveaux : le niveau formateur (Formartive) grâce à la géométrie, le niveau de la signification (Purportive) grâce à la psychologie et le niveau symbolique (Symbolic).
En respectant le niveau symbolique, il se met dans les pas du symbologue et mythographe Robert Lawlor. Dans The Integration of Universal Constants Williams présente des relations entre de nombreux sujets divers : la forme géométrique, le spectre visible, l'octave musical, le tableau périodique des éléments, l'astronomie, l'astrologie, la psychologie, le tarot, les chakras, la théorie du genre, les saisons de l'année, parmi d'autres. Les relations sont décrites dans six tables cosmologiques.

## Publications
- 1967. Geometry, Structure, Environment. Masters Thesis. Carbondale: Southern Illinois University.
- 1968. Handbook of Structure. McDonnell-Douglas Advanced Research Laboratories. Research Communication 75.
- 1972. Natural Structure: Toward a Form Language. Moorpark, California: Eudaemon Press.
- 1978. The Geometrical Foundation of Natural Structure. New York: Dover Publications, Inc.  (ISBN 0-486-23729-X).
- 2009. The Geometry of Natural Structure (40th Anniversary Edition). San Francisco: Eudaemon Press.  (ISBN 978-0-9823465-1-8)
- 2009. The Kiss Catenatic: The Introduction of Catenatic Geometry and its Environs. San Francisco: Eudaemon Press.  (ISBN 978-0-9823465-2-5)
- 2009. The Integration of Universal Constants. San Francisco: Eudaemon Press. (2009).  (ISBN 978-0-9823465-0-1).

## Publications U. S. Patent Office
- "Shelter system of clustered modular enclosures". U.S. Patent 6,532,701 (March 18, 2003).
- "A Unified Method and System for Multi-Dimensional Mapping of Spatial-Energy Relationships Among Micro- and Macro-Events in the Universe". U.S. Patent Application No. 10/714,142, Publication No. US-2005-0143919-A1 (June 30, 2005).